# Vriendschapscontract
Een vriendschapscontract is een overeenkomst die zowel de familie- als de vermogensrechtelijke gevolgen van de sociale relatie tussen twee of meerdere personen regelt. Een dergelijk contract is vormvrij. Bewijstechnisch heeft de schriftelijke of de notariële vorm evenwel de voorkeur. Daarnaast zijn partijen in beginsel (zie artikel 3:40 BW) vrij om de inhoud van de overeenkomst te bepalen. Zo kan bijvoorbeeld een (im)materiële zorgplicht in het leven worden geroepen, kan een volmacht worden verleend voor het geval men bij leven niet meer in staat is om zelf te handelen, en kan een regeling worden getroffen voor het geval de één een goed verkrijgt dat, geheel of gedeeltelijk, is bekostigd met vermogen van de ander. Aan vriendschap(sovereenkomsten) worden in het Nederlandse personen- en familierecht vooralsnog geen rechtsgevolgen verbonden (hetgeen ook in de nabije toekomst niet te verwachten valt). Het vriendschapscontract wordt momenteel dan ook beheerst door het algemene vermogensrecht. 

## De eerste vriendschapsovereenkomst
De eerste vriendschapsovereenkomst is in Nederland gesloten tussen de beste vrienden Joost Janmaat en Christiaan Fruneaux (die geen liefdesrelatie met elkaar hebben). Het notariële contract is op 7 mei 2015 verleden door notaris Maarten Meijer.  Deze beweging komt voort uit de wens om het instituut vriendschap te introduceren in het Nederlandse recht. Janmaat en Fruneaux zijn van mening dat vriendschap in het maatschappelijk leven een (steeds) belangrijke(r wordende) rol speelt, die op bepaalde terreinen ook juridisch erkend zou moeten worden. Zij denken hierbij onder andere aan een lager erfbelastingtarief voor vrienden en het recht om niet tegen je beste vriend te hoeven getuigen. De gedachte dat het gezin de enige hoeksteen van de samenleving is, zou achterhaald zijn. Vrienden zouden in de praktijk steeds vaker op gelijke lijn staan met familieleden en/of levenspartners. 

## Maatschappelijke reacties
- De voorzitter van het Humanistisch Verbond, Boris van der Ham, pleit in het ledenblad HUMAN eveneens voor de juridische erkenning van vriendschap in (en buiten) Nederland.[3]  De Nederlandse wetgeving loopt zijns inziens wat dit betreft achter op de werkelijkheid.
- Ook de stichting Centrum Individu en Samenleving (CISA)[4]  ziet in het gegeven dat steeds meer mensen leven in een ander sociaal verband dan het huwelijk reden om de eenzijdige oriëntatie op die leefvorm te doorbreken.[5]

## In nauwe betrekking staande onderwerpen
- Sinds 1 juli 2015 kan een werknemer kort- en langdurend zorgverlof opnemen ter verzorging van een sociale relatie (mits de hulpverlening rechtstreeks uit deze relatie voortvloeit en het redelijk is dat de zorg door de werknemer wordt verleend).[6]
- Tweede Kamerlid Wouter Koolmees (D66) heeft op 4 februari 2015 een motie ingediend om alleenstaanden zonder kinderen de mogelijkheid te bieden één andere sociale relatie aan te wijzen die kan erven tegen het gereduceerde tarief dat geldt voor afstammelingen in de tweede of verdere graad.[7]